# هم‌سرایان (فیلم ۲۰۱۰)
هم‌سرایان (به انگلیسی: Choir) یا برینداوانام 
(به تلوگویی: Brindavanam) فیلمی هندی محصول سال ۲۰۱۰ و به کارگردانی وایشی پایدپالی است. در این فیلم بازیگرانی همچون ان.تی راما رائو جونیور، کجال آگاروال، سامانتا روت پرابو، پراکاش راج، کوتا سرینیواسا راو و موکش ریشی ایفای نقش کرده‌اند.